# Kalle Thor
 Karl "Kalle" Oscar Thor, född 26 oktober 1975 i Saltsjö-Boo, är en svensk skådespelare. Han har gjort filmroller sedan 1996.

## Filmografi
- 1996–1999 – Skilda världar (TV-serie)
- Mamy Blue, 1999
- Once Upon a Time, 2000
- Själsfränder, 2002
- Hjälp! Rånare!, 2002